# The Soft Parade
The Soft Parade (укр. Тихий парад) — четвертий студійний альбом американського рок-гурту The Doors, вийшов 1969 року.
Альбом характеризується нововведенням — кілька пісень записано з використанням духових і струнних інструментів.

## Список композицій
1. «Tell All the People» (Роббі Крігер) — 3:23
«Скажи всім»
2. «Touch Me» (Роббі Крігер) — 3:12
«Доторкнися до мене»
3. «Shaman's Blues» (Джим Моррісон) — 4:49
«Шаманський блюз»
4. «Do It» (Джим Моррісон — Роббі Крігер) — 3:08
«Зроби це»
5. «Easy Ride» (Джим Моррісон) — 2:41
«Легка прогулянка»
6. «Wild Child» (Джим Моррісон) — 2:38
«Дике дитя»
7. «Runnin' Blue» (Роббі Крігер) — 2:33
«Щобезупинно біжучий блюз»
8. «Wishful Sinful» (Роббі Крігер) — 3:02
«Повна бажань, повна гріха»
9. «The Soft Parade» (Джим Моррісон) — 8:37
«Тихий парад»

## Учасники запису
- Джим Моррісон — вокал
- Рей Манзарек — клавішні
- Джон Дензмор — барабани
- Роббі Крігер — соло- й ритм-гітара

### Сесійні музиканти
- Кертіс Емі (Curtis Amy) — саксофон
- Рейнол Андіно (Reinol Andino) — конга
- Джордж Боханан (George Bohanan) — тромбон
- Гарві Брукс (Harvey Brooks) — бас-гітара (композиції 1, 2, 6 і 8)
- Джиммі Бакенен (Jimmy Buchanan) — скрипка
- Дуг Лубан (Doug Lubahn) — бас
- Джес Макрейнолдс (Jesse McReynolds) — мандоліна
- Чемп Веб (Champ Webb) — англійський ріжок
- Пол Гаріс (Paul Harris) — оркестрові аранжування композицій 1, 2, 6 і 8